# Julia Chanourdie
Julia Chanourdie   (Charleville-Mézières, 25 de juny de 1996) és una escaladora professional francesa. Participa tant en competicions d'escalada indoor com a l'aire lliure, amb resultats destacats. El 2017 va escalar el seu primer 9a (5.14d), la via Gound Zero, a la vall d'Aosta. Chanourdie va guanyar la medalla de bronze als Jocs Mundials de 2017 a Breslau, Polònia. El març de 2020, es va convertir en la sisena dona del món en superar un 9a+ en escalar la via Super crackinette a Sant Laugier d'Aurenja.

## Classificacions

### Copa Mundial d'Escalada[4]
| Disciplina | 2012 | 2013 | 2014 | 2015 | 2016 | 2017 | 2019 |
| ---------- | ---- | ---- | ---- | ---- | ---- | ---- | ---- |
| Lead       | 53   | 49   | 23   | 11   | 8    | 5    | 13   |
| Bouldering | -    | -    | -    | -    | -    | -    | 9    |
| Velocitat  | -    | -    | -    | -    | -    | -    |      |
| Combinat   | -    | -    | -    | -    | -    | 11   | 7    |

### Campionat Mundial d'Escalada
Juvenil
| Disciplina | 2010 Youth B | 2011 Youth B | 2012 Youth A | 2013 Youth A | 2014 Junior | 2015 Junior |
| ---------- | ------------ | ------------ | ------------ | ------------ | ----------- | ----------- |
| Lead       | 5            | 5            | 12           | 3            | 3           | 3           |

Adult
| Disciplina | 2012 | 2014 | 2016 |
| ---------- | ---- | ---- | ---- |
| Lead       | 25   | -    | 6    |
| Bouldering | -    | -    | -    |
| Velocitat  | -    | -    | -    |

### Campionat Europeu d'Escalada
| Disciplina | 2012 Youth A | 2013 Youth A | 2014 Junior | 2015 Junior |
| ---------- | ------------ | ------------ | ----------- | ----------- |
| Lead       | 5            | 4            | 3           | 6           |

Adult
| Disciplina | 2013 | 2015 | 2017 |
| ---------- | ---- | ---- | ---- |
| Lead       | 15   | 16   | 9    |
| Bouldering | -    | -    | -    |
| Velocitat  | -    | -    | -    |

### Rock Masters
| Disciplina | 2017 |
| ---------- | ---- |
| Duel       | 1    |

## Número de medalles en la Copa Mundial d'Escalada

### Lead
| Edició | Or | Plata | Bronze | Total |
| ------ | -- | ----- | ------ | ----- |
| 2017   |    |       | 1      | 1     |
| Total  | 0  | 0     | 1      | 1     |